# Entre panas 3
Entre panas 3 es el tercer álbum de la serie Entre panas y es el cuarto álbum del dúo venezolano de hermanos Servando & Florentino después de lanzar su primer álbum de estudio Los Primera.
Igual que los otros dos álbumes anteriores de la serie este álbum cuenta con algunas canciones interpretadas por Servando & Florentino (2 canciones) y las 8 restantes por artistas invitados como: Guaco, Calle Ciega, Magia Caribeña, IV Creciente, Ornella y Nelson Arrieta. Mezclando la salsa que caracteriza al dúo venezolano con la gaita y el merengue, este álbum es una fusión latina con baladas y pop. El disco tiene dos adelantos del siguiente álbum Muchacho solitario, "Para que me perdones" y "Me enamoré".

## Lista de canciones
Todas las canciones interpretadas por Servando & Florentino excepto donde se indique.
| Entre panas 3 |                           |                   |                             |          |  |
| N.º           | Título                    | Escritor(es)      | Intérprete (s) invitado (s) | Duración |  |
| 1.            | «Para que me perdones»    | Servando Primera  |                             | 4:58     |  |
| 2.            | «Cómo será» (Remix Dance) | Jorge Luis Chacín | Guaco                       | 6:28     |  |
| 3.            | «Castígala»               | Omar Hernández    | Guaco & Calle Ciega         | 6:30     |  |
| 4.            | «Seremos dos enamorados»  | Yasmil Marrufo    | Magia Caribeña              | 4:46     |  |
| 5.            | «No se puede esconder»    | Jorge Luis Chacín | IV Creciente                | 3:47     |  |
| 6.            | «No la juzgué»            | Jorge Luis Chacín | Guaco                       | 4:25     |  |
| 7.            | «Me enamoré»              | Rómulo Riera      |                             | 5:01     |  |
| 8.            | «Otra en mi lugar»        | Yasmil Marrufo    | Ornella                     | 3:47     |  |
| 9.            | «Así son boncó»           | Joseíto Fernández | Guaco & Calle Ciega         | 6:15     |  |
| 10.           | «Si no existieras»        | Ricardo Montaner  | Nelson Arrieta              | 4:01     |  |